# La Peau de César
Ne doit pas être confondu avec Le Cadeau de César.
La Peau de César est le seul roman policier de René Barjavel. Il est paru en 1985. Le roman comporte une dédicace destinée à Raymond Hermantier, dont le nom est cité dans le chapitre Premier soir.

## Personnages principaux
- Commissaire principal Gobelin
- Commissaire Julien Mary, adjoint de Gobelin
- Victor Faucon, acteur célèbre qui joue le rôle de César
- André Bienvenu, metteur en scène, acteur qui joue le rôle d'Antoine
- Firmin Torrent, chanteur qui joue le rôle de Trebonius, doublure de Faucon
- Louis Dupond, alias Jean Renaud, acteur qui joue le rôle de Brutus
- Eugène Godivel, alias Paul Saint-Malo, acteur qui joue le rôle de Casca
- Alfred Hamelin, alias Pierre Carron, acteur qui joue le rôle de Cassius
- André Signorelli, alias Larbi, garde du corps de Faucon
- Georges, régisseur

## Résumé
Le roman se déroule à Nîmes (notamment dans les Arènes de Nîmes), en juillet 1984 ou juillet 1985.

### «Premier soir»
Un homme mystérieux envoie une lettre anonyme au commissariat de police de Nîmes. Cette lettre est composée de lettres découpées dans un journal et comporte le message : « Ce-soir les conjurés tueront vraiment César » (sic). Le commissaire Gobelin se pose des questions : qui est le César en question ? Y a-t-il un lien avec la pièce Jules César de Shakespeare qui doit être jouée le soir même dans les arènes de la ville ? Gobelin reste stoïque : il prend sa retraite dans quelques jours.
Le commissaire Mary se rend à l'endroit où se trouvent diverses personnes qui s'occupent de préparer la représentation. Il fait une enquête discrète auprès du metteur en scène et du régisseur. Il apprend de la bouche d'André Bienvenu, metteur en scène de la pièce, que lui-aussi a reçu une lettre de menaces. Examinant la lettre, Mary constate que cette lettre comporte le même message que celle reçue au commissariat.
Le soir, la pièce est jouée dans l'arène. Mary décide d'y assister et de prévenir un éventuel assassinat.
Au cours de la représentation, l'acteur principal qui joue le rôle de César, Victor Faucon, meurt soudainement. Un médecin appelé en urgence indique que Faucon a été tué par un coup de couteau étroit planté dans les côtes. Il ne s'agit donc pas d'un accident (coup porté avec une arme factice de théâtre) mais d'un assassinat.
Les acteurs sont fouillés, mais l'arme ayant porté le coup n'est pas retrouvée. Mary commence à interroger un acteur (doublure de Faucon), l'acteur qui devait « poignarder » César, le garde du corps de Faucon, etc. Pendant ce temps, la pièce n'est pas interrompue et le spectacle théâtral continue. Finalement la pièce est interrompue et la mort de Faucon est annoncée au public.
L'interrogatoire des acteurs montre plusieurs aspects méconnus de Victor Faucon : excellent acteur, souvent âpre au gain mais pouvant se révéler généreux, menteur, drogué, vendeur de drogue, manipulateur, mégalomane, auteur d'un homicide involontaire plusieurs années auparavant. Le commissaire Mary va se coucher à 5 h du matin.

### «Deuxième soir»
Les auditions des acteurs se poursuivent, mais la police ne trouve rien. Personne n'a rien vu, personne n'a rien entendu. L'examen de la vidéo n'apporte aucun élément d'information. Il en est de même s'agissant de l'examen des armes factices portées par les acteurs de la pièce. Le mobile du meurtre demeure inconnu. On ignore si l'assassin a agi seul ou si plusieurs personnes sont impliquées.
La deuxième représentation de la pièce est donnée le soir, avec Firmin Torrent qui a repris la place de Victor Faucon.
Quelques heures après, le corps sans vie de Jean Renaud, acteur qui joue le rôle de Brutus, est retrouvé. L'homme se serait suicidé en se plantant un couteau dans le torse.

### «Troisième soir»
Le climat est morose au sein de la troupe. La troisième et dernière représentation de la pièce s'annonce difficile à mettre en œuvre, puisqu'il faut remplacer deux acteurs décédés, qui sont les principaux rôles. D'importantes tensions apparaissent entre le producteur, le metteur en scène, les acteurs.
Pendant ce temps, le commissaire Mary a remarqué un détail qui lui a rappelé une affaire ancienne. Il se rend en avion à Paris. Il y rencontre une femme, Christine Touret. Une discussion avec elle et une photographie lui permettent de découvrir une parcelle de la vérité et de faire un pas immense dans l'enquête. Il revient par avion à Nîmes.
Mary fait part au commissaire Gobelin de ses découvertes et lui suggère le nom du coupable. Gobelin et Mary décident, accompagnés d'un groupe de policiers, d'aller arrêter le suspect. 
Quand ils arrivent, la troisième représentation théâtrale vient de se terminer. Tout s'est bien déroulé. Gobelin et Mary arrivent dans les loges et se dirigent vers le suspect. Celui-ci s'enfuit. Un de ses collègues lui remet un revolver chargé. Le suspect avoue l'assassinat de Faucon avant de se suicider.

### «Dimanche matin» (dénouement et révélations finales)
Alors que Gobelin vit le dernier jour de sa carrière professionnelle avant de partir en retraite, tout est expliqué en détail par le commissaire Mary. André Bienvenu (puisque c'est lui l'assassin) a voulu se venger. Bienvenu avait eu jadis une liaison avec Christine Touret et une enfant, Sophie, était venue au monde. Sophie avait mené une vie banale avec sa mère et avait commencé une carrière théâtrale quelques années avant le début du roman. Victor Faucon avait fait sa connaissance et lui avait remis de la cocaïne. La jeune femme était morte d'une overdose. André Bienvenu avait découvert le rôle de Faucon dans la mort de sa fille et, ivre de vengeance, avait soigneusement préparé l'assassinat de l'acteur afin que ce dernier meure en pleine scène, en plein spectacle.

## Éditions
- La Peau de César, Mercure de France, 1985, 230 p.  (ISBN 2-7152-1349-2)
- Barjavel - Romans merveilleux, éditions Omnibus, 1995, postface de Jacques Goimard, pages 871 à 962  (ISBN 2-258-04106-6)